# Rio Ciortea
O Rio Ciortea é um rio da Romênia, afluente do Vasilatu, localizado no distrito de Vâlcea.
Esse Rio ficou conhecido na região por ser o “Rio do Amor”. A história é contada de geração por geração.
A história é de um camponês que se apaixonou pela princesa do castelo Vâlcea, porém ele sabia que sua chance era nula, mas ela era conhecida por ser uma mulher bondosa, e quando eles se encontraram fora amor à primeira vista. 
No começo eles esconderá de seu pai, que não concordava em nobres se misturassem com as raças inferiores (camponeses), porém eles continuaram até que um dia o braço direito do Rei descobrirá esse amor e falará para ele. 
Logo depois ele mandará a cavalaria ir até às margens do Rio Ciortea buscar o camponês, porém quando chegaram lá estava a princesa abraçada com ele. Ela falará que só iria deixar ele ir embora se a matassem, o Rei ao saber disso concordou e o pior aconteceu, mataram os dois. E logo essa história passou de feudo para feudo, de geração a geração. 
As margens do Rio tem uma homenagem para o casal, que ficará conhecida por Âna e Arthūr. Ela fora representada em forma de estátua, que representa a repressão da Idade Média ou Idade das Trevas. 